# Армуэльес Кинтеро, Пабло Марсиаль
Армуэльес Кинтеро Пабло Марсиаль (исп. Armuelles Quintero Pablo Marcial; род. в 1937 году, Республика Панама) — директор Института Панамского канала и международного образования Университета Панамы. Член ЦК Народной Партии Панамы.

## Биография
Армуэльес Кинтеро Пабло Марсиаль родился в 1937 году в Республике Панама. Получив стипендию для обучения, он приехал в СССР и поступил в Университет дружбы народов им. Патриса Лумумбы. Впоследствии стал выпускником этого учебного заведения.
Учился на факультете экономики и права, специальность «Международное право». Его научными руководителями были М. И. Лазарев, Г. С. Тункин, преподавателем М. Ф. Клушин.
После получения диплома учился в аспирантуре Российского университета дружбы народов в период с 1967 по 1970 год. Защитил кандидатскую диссертацию. В период с 1974 по 1978 год — был генеральным секретарем Ассоциации юристов, с 1975 по 1978 год — советником по юридическим вопросам Ассамблеи депутатов. С 1974 по 1994 год — директор школы международных отношений. В 1974 году стал представителем ректората Университета Панамы в Министерстве иностранных дел. С этого же года член ЦК Народной партии Панамы.
В 1979 году стал преподавать в Университете Панамы. С 1987 года — представитель Университета Панамы в Международном комитете Красного Креста. В 1991 году окончил аспирантуру Университета Панамы по специальности «Преподавание в высших учебных заведениях». Прошел интенсивный курс по международным отношениям в Университете Панамы.
В 1997 году ездил на Кубу и разговаривал с Фиделем Кастро. В 1998 году окончил магистратуру по международному праву в Университете Гаваны. С 2003 по 2009 год был директором Института Панамского канала и международного образования Университета Панамы. В 2005 году написал книгу «Канал для мира, а не для войны».
С 2006 по 2008 год — президент Федерации выпускников российских (советских) вузов. С 2008 года — вице-президент Федерации выпускников вузов России, Азии и Кубы.
В 2009 году прекратил преподавательскую деятельность в Университете Панамы.
Армуэльес Кинтеро Пабло Марсиаль женат, есть 2 детей.